# Fališi
Dragojevići su naseljeno mjesto u općini Foča, Republika Srpska, BiH. 

## Stanovništvo
| Narod     | Popis 1961. | Popis 1971. | Popis 1981. | Popis 1991. |
| --------- | ----------- | ----------- | ----------- | ----------- |
| Hrvati    |             |             |             |             |
| Muslimani |             |             |             |             |
| Srbi      | 97          | 92          | 58          | 39          |
| ostali    | 1           |             |             |             |
| Ukupno    | 98          | 92          | 58          | 39          |